# Bol d’Or

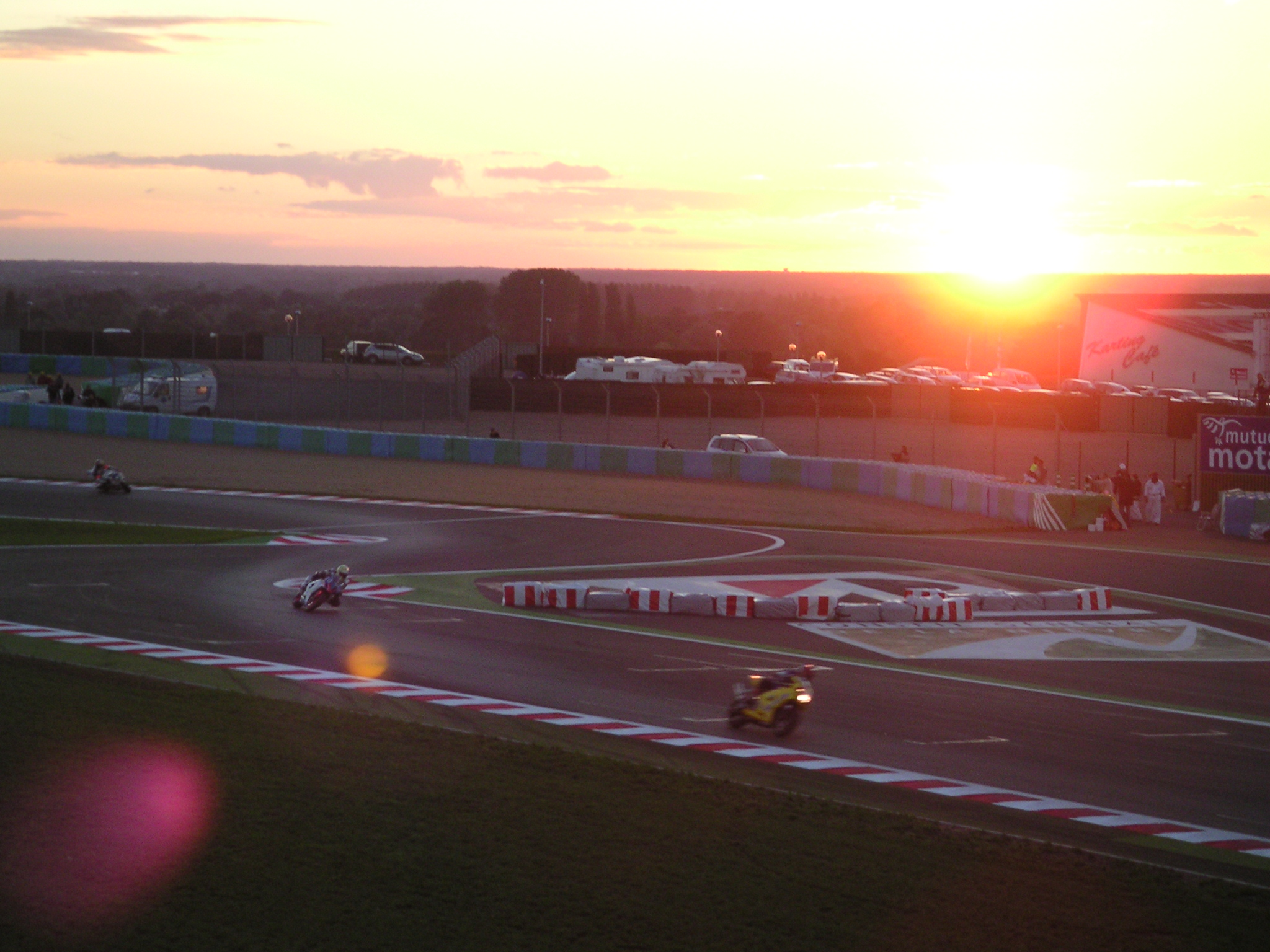
Wyścig w 2005 roku

Bol d’Or – motocyklowy wyścig wytrzymałościowy rozgrywany co roku we Francji; początkowo w zawodach brały udział również samochody.
Wyścig tradycyjnie odbywa się w drugi weekend września i trwa 24 godziny. Każdy zespół składa się z 3 kierowców.
Przez wiele lat gospodarzem zawodów był tor Paul Ricard. W 2000 imprezę przejął tor Magny-Cours.